# Rosario (Naranjo)
Rosario è un distretto della Costa Rica facente parte del cantone di Naranjo, nella provincia di Alajuela.